# Jan Van Der Veken
Jan Van Der Veken (Gent, 10 april 1975) is een Belgisch illustrator. Hij studeerde grafische vormgeving en typografie aan het Sint-Lucas Instituut te Gent, waar hij onder meer les kreeg van Ever Meulen. Hij ontwikkelde al snel een eigen karakteristieke stijl, die onder meer geïnspireerd is op de atoomstijl. Hij is gespecialiseerd in het maken van boekomslagen en affiches, maar hij illustreert ook voor verscheidene kranten en tijdschriften, waaronder The New Yorker. Hij was tevens Turnhouts stadstekenaar voor het jaar 2007. In 2013 verscheen een monografie van zijn werk, getiteld Fabrica Grafica, naar de naam van zijn atelier. In 2016 won hij de Cultuurprijs van de Stad Gent.